# NGC 2797
NGC 2797 је галаксија у сазвежђу Рак која се налази на NGC листи објеката дубоког неба.
Деклинација објекта је + 17° 43' 38" а ректасцензија 9h 16m 21,7s. Привидна величина (магнитуда) објекта NGC 2797 износи 13,5 а фотографска магнитуда 14,5. NGC 2797 је још познат и под ознакама UGC 4891, MCG 3-24-23, CGCG 91-42, IRAS 09135+1756, PGC 26160.